# KBS 가요대축제
《KBS 가요대축제》는 대한민국의 KBS 예능본부에서 매년 12월 셋째주 금요일에 개최하는 연말 특집 가요 프로그램이다.

## 개요
1965년 신설된 《TBC 방송가요대상》에 그 뿌리를 두고 있다. 이후 1980년 언론통폐합으로 인해 TBC가 KBS로 인수 합병되면서 1981년 《KBS 가요대상》으로 교체되었다.
언론통폐합 이후 KBS 1TV를 통해 매년 12월 30일에 방송되었으나, KBS 1TV의 채널에서 광고방송(상업광고방송)을 폐지를 했다. 1994년 12월 30일부터는 KBS 2TV를 통해 방송되었다.
1986년까지는 남자가수상과 여자가수상을 선정하였으며, 1987년부터 한 팀의 가수만이 대상을 받는 방식으로 전환되었다.
본 시상식은 2005년까지 매년 개최되었다. 그러나 심사 기준이 애매모호하고, 2003년과 2004년 시상식 결과가 불공정하다는 이유로, 2006년부터 《KBS 가요대축제》로 이름을 바꾸고, 특정 가수에게 특정 상을 시상하는 시상식의 형태는 모두 폐지되었다.
시상식 폐지 이후 2007년에는 남성팀과 여성팀이 대결을 펼쳤었고, 2009년부터 시청자들의 문자 투표에 의한 시청자가 뽑은 최고 인기 가요상을 선정해 그 해의 인기가수에게 시상을 하다가 2012년에 폐지한 후, 2013년부터 다시 올해의 노래상으로 명칭을 바꾸어 100% 투표를 통해 올해의 인기가요상을 2013년까지 시상하였다.

## 역대 공식 MC
| 개최년도                 | 부제목 (서브 타이틀) | MC | 장소                                                   | 비고                                  |
| KBS 가요대축제           | KBS 가요대축제       | KBS 가요대축제 | KBS 가요대축제                                         | KBS 가요대축제                        |
| ------------------------ | -------------------- | --- | ------------------------------------------------------ | ------------------------------------- |
| 2006년                   | 빈칸                 | 한석준, 황수경 | 여의도 KBS홀                                           |                                       |
| 2007년                   | 빈칸                 | 한석준, 황수경, 손범수 | 여의도 KBS홀                                           |                                       |
| 2008년                   | 빈칸                 | 한석준, 황수경, 박사임 | 여의도 KBS홀                                           |                                       |
| 2009년                   | 빈칸                 | 한석준, 황수경, 김경란 | 여의도 KBS홀                                           |                                       |
| 2010년                   | 빈칸                 | 한석준, 박은영, 전현무 | 여의도 KBS홀                                           |                                       |
| 2011년                   | 빈칸                 | 이휘재, 박사임, 전현무 | 여의도 KBS홀                                           |                                       |
| 2012년                   | 빈칸                 | 성시경, 윤아 (소녀시대), 정용화 (씨엔블루)                                                                                          | 여의도 KBS홀                                           |                                       |
| 2013년                   | 빈칸                 | 이휘재, 수지 (미쓰에이), 윤시윤 | 여의도 KBS홀                                           |                                       |
| 2014년                   | 빈칸                 | 이휘재, 윤아 (소녀시대), 택연 (2PM)                                                                                                 | 여의도 KBS홀                                           |                                       |
| 2015년                   | 빈칸                 | 이휘재, 하니 (EXID), 택연 (2PM) | 고척 스카이돔                                          |                                       |
| 2016년                   | 빈칸                 | 박보검, 설현 (AOA) | 여의도 KBS홀                                           |                                       |
| 2017년                   | 빈칸                 | 1부 : 아이린 (레드벨벳), 사나 (트와이스), 진 (방탄소년단), 찬열 (EXO) 2부 : 민규 (세븐틴), 예린 (여자친구), 강다니엘, 솔라 (마마무) | 여의도 KBS홀                                           |                                       |
| 2018년                   | 빈칸                 | 다현 (트와이스), 진 (방탄소년단), 찬열 (EXO)                                                                                        | 여의도 KBS홀                                           |                                       |
| 2019년                   | 빈칸                 | 신동엽, 아이린 (레드벨벳), 진영 (GOT7)                                                                                              | 일산 킨텍스                                            |                                       |
| 2020년                   | CONNECT              | 유노윤호 (동방신기), 차은우 (아스트로), 신예은                                                                                      | 여의도 KBS홀                                           |                                       |
| 2021년                   | WITH                 | 차은우 (아스트로), 설현 (AOA), 로운                                                                                                 | 여의도 KBS홀                                           |                                       |
| 2022년                   | Y2K                  | 나인우, 김신영, 장원영 (IVE) | 잠실실내체육관                                         |                                       |
| 2024년                   | 글로벌 페스티벌      | 지코 (블락비), 장원영 (IVE), 김영대                                                                                                 | 일산 킨텍스                                            |                                       |
| 뮤직뱅크 글로벌 페스티벌 |                      | |                                                        |                                       |
| 2023년                   | 빈칸                 | PART1 : 로운, 장원영 (IVE) PART2 : 로운, 이영지, 고민시                                                                             | PART1 : 여의도 KBS홀 PART2 : 일본 사이타마현 베루나 돔 | UHD급 초고화질로 방송(녹화 실황 중계) |
| 2024년                   | 빈칸                 | 신예은, 문상민, 홍은채 (LE SSERAFIM)                                                                                                | 일본 후쿠오카 PayPay 돔                                | 녹화 실황 중계                        |

## 타이틀 변천사
현재 타이틀은 2024년을 기준으로 한다.
| 역대 (대수) | 타이틀                                                  | 방송 기간       |
| ----------- | ------------------------------------------------------- | --------------- |
| 1대         | TBC 방송가요대상                                        | 1965년 ~ 1980년 |
| 2대         | KBS 방송음악대상                                        | 1981년          |
| 3대         | KBS 가요대상                                            | 1982년 ~ 2005년 |
| 4대         | KBS 가요대축제                                          | 2006년 ~ 2022년 |
| 5대         | 뮤직뱅크 글로벌 페스티벌                                | 2023년          |
| 6대         | 뮤직뱅크 글로벌 페스티벌 KBS 가요대축제 글로벌 페스티벌 | 2024년 ~ 현재   |

## 역대 대상 수상자

### TBC 방송가요대상 (1965~1980)
| 개최년도 | 대상 수상자 / 곡목 |
| -------- | ------------------ |
| 1965년   | 최희준 - 팔도강산  |

- 1966년 가요대상부터 남녀부문으로 시상하였다.

| 개최년도 | 대상 수상자 / 곡목      | 대상 수상자 / 곡목       | 비고                 |
| 개최년도 | 남자 가수상             | 여자 가수상              | 비고                 |
| -------- | ----------------------- | ------------------------ | -------------------- |
| 1966년   | 최희준 - 하숙생         | 최양숙                   |                      |
| 1967년   | 최희준                  | 김상희                   |                      |
| 1968년   | 배호                    | 이미자                   |                      |
| 1969년   | 남진 - 가슴 아프게      | 이미자 - 여자의 일생     |                      |
| 1970년   | 최희준                  | 이미자 - 여자의 일생     |                      |
| 1971년   | 남진 - 마음이 고와야지  | 김상희                   |                      |
| 1972년   | 나훈아                  | 하춘화                   |                      |
| 1973년   | 남진 - 그대여 변치 마오 | 하춘화 - 영암 아리랑     |                      |
| 1974년   | 김세환 - 옛 친구        | 하춘화 - 난생 처음       |                      |
| 1975년   | 김세환 - 사랑하는 마음  | 이수미 - 내 곁에 있어주  |                      |
| 1976년   | 김훈 - 나를 두고 아리랑 | 하춘화 - 대관령 아리랑   |                      |
| 1977년   | 김훈                    | 혜은이 - 당신만을 사랑해 |                      |
| 1978년   | 최헌 - 오동잎           | 이은하 - 밤차            |                      |
| 1979년   | 조경수 - 행복이란       | 이은하 - 아리송해        | 여자 신인상 - 심수봉 |
| 1980년   | 조용필 - 창밖의 여자    | 윤시내 - 열애            |                      |

### KBS 방송음악대상 (1981)
| 개최년도 | 대상 수상자 / 곡목      | 대상 수상자 / 곡목 | 신인상                        |
| 개최년도 | 남자 가수상             | 여자 가수상        | 신인상                        |
| -------- | ----------------------- | ------------------ | ----------------------------- |
| 1981년   | 조용필 - 미워 미워 미워 | 이정희 - 그대여    | 남자 - 김남훈 여자 - 남궁옥분 |

### KBS 가요대상 (1982~2005)
| 개최년도 | 대상 수상자 / 곡목          | 대상 수상자 / 곡목               | 신인상                      |
| 개최년도 | 남자 가수상                 | 여자 가수상                      | 신인상                      |
| -------- | --------------------------- | -------------------------------- | --------------------------- |
| 1982년   | 조용필 - 비련               | 윤시내 - DJ에게                  | 남자 - 이명훈 여자 - 김성희 |
| 1983년   | 조용필 - 나는 너 좋아       | 윤시내 - 공부합시다              | 남자 - 정광태 여자 - 정수라 |
| 1984년   | 김수철 - 못다 핀 꽃 한 송이 | 이은하 - 사랑 한번 못해본 사람은 | 남자 - 임병수 여자 - 이선희 |
| 1985년   | 조용필 - 그대여             | 정수라 - 도시의 거리             | 남자 - 김범룡 여자 - 주현미 |
| 1986년   | 전영록 - 내 사랑 울보       | 정수라 - 난 너에게               | 남자 - 이재성 여자 - 김완선 |

- 1986년 가요대상까지 남녀부문으로 시상하였다.

| 개최년도 | 대상 수상자 / 곡목        | 신인상                      |
| -------- | ------------------------- | --------------------------- |
| 1987년   | 전영록 - 하얀 밤에        | 수와 진                     |
| 1988년   | 주현미 - 비에 젖은 터미널 | 이지연                      |
| 1989년   | 현철 - 봉선화 연정        | 남자 - 김상아 여자 - 조갑경 |
| 1990년   | 현철 - 싫다 싫어          | 남자 - 김민우 여자 - 박성신 |
| 1991년   | 김정수 - 당신             | 남자 - 심신 여자 - 윤익희   |
| 1992년   | 신승훈 - 보이지 않는 사랑 | 92년부터 신인상 폐지        |
| 1993년   | 김수희 - 애모             |                             |
| 1994년   | 김건모 - 핑계             |                             |
| 1995년   | 김건모 - 잘못된 만남      |                             |
| 1996년   | 김건모 - 스피드           |                             |
| 1997년   | 임창정 - 그때 또 다시     |                             |
| 1998년   | H.O.T. - 빛               |                             |
| 1999년   | 조성모 - 슬픈 영혼식      |                             |
| 2000년   | god - 거짓말              |                             |
| 2001년   | god - 길                  |                             |
| 2002년   | 장나라 - Sweet Dream      |                             |
| 2003년   | 이효리 - 10Minute         |                             |
| 2004년   | 비 - It's Rainning        |                             |
| 2005년   | 김종국 - 사랑스러워       |                             |

### KBS 가요대축제 (2006~현재)
- 2006년에는 기타리스트 신중현이 공로상을 수상했다.
- 2007년에는 남녀가수들의 대결로 남성팀이 118,500표, 여성팀이 58,095표로 남성팀이 우승을 차지했다.
- 2009년부터 '최고 인기 가요상'이라는 명칭으로 시상하였고, 2011년부터 '올해의 노래상'으로 명칭이 바뀌었다. (2011년 기준 집계 방법 - 사전 점수 60% + 시청자들의 생방송 문자 투표 40%)
- 2014년부터는 시상식 제도 폐지.

| 개최년도 | 수상자 / 곡목       |
| -------- | ------------------- |
| 2009년   | 2PM - Again & Again |
| 2010년   | 소녀시대 - Oh!      |
| 2011년   | 비스트 - Fiction    |
| 2012년   | 싸이 - 강남 스타일  |
| 2013년   | EXO - 으르렁        |

## 사건 및 논란
- 2019년 12월 27일 : 해야 무대중에 은하가 손으로 지오얼굴을 때리는 사건이 있었으며, 에이핑크 대기실 난방 부실, 예고없는 무대 짜르기 등 심각한 논란이 있었으며, 입장이 꼬였다고 핑계를 대었으나, 정작 방탄소년단은 6곡을 넣는 후진국의 방송사스러운 만행을 저질렀다.
- 2023년 : 7월 19일에 '2023 KBS 가요대축제'가 일본 개최 쪽으로 가닥이 잡히자마자, 대중들의 비판의 목소리가 많아 KBS에 청원 게시판을 올렸다. 이후 8월 1일에 12월 9일의 일본 현지 개최가 최종적으로 확정되었으며, 12월 16일의 한국에서도 개최되어 일주일 차 두 차례 치러진다. 공연장과 녹화 일은 논의 중이며 타이틀과 관련해서도 논의 중인 것으로 알려졌으며 세부 사항과 관련해서는 외부 노출에 주의하며 진행 중인 상황 속에서, KBS 예능본부 측에서 최종 확정된 바 없다는 입장을 재차 밝혔다. KBS 예능본부의 한경천 센터장의 인터뷰에서, "'뮤직뱅크'와 '뮤직뱅크 월드투어'를 통해 K-POP 한류 확산에 기여하고 새로운 한류 스타를 소개하기 위해 최선을 다하고 있다. 이제 K-POP은 한국의 대중음악을 넘어 전 세계 팬들이 함께 즐기는 음악이 되었는데, 특히 2023년은 지난 3년 동안 코로나 19 대유행 확산 문제를 비롯한 이태원 참사 등 두 가지 악재가 겹치면서, 그 동안 꽁꽁 묶여있던 K-POP 해외 공연이 가능해지면서 국내 가수들을 직접 보고 싶어 하는 글로벌 팬들의 요청이 폭발적으로 증가하고 있다. KBS는 이에 부응하기 위해 정부 차원의 K-POP 문화 관광 활성화를 위한 국가 전략 사업의 일환으로, 올해 하반기에도 아시아와 태평양, 아메리카, 유럽 등 '뮤직뱅크 월드투어'를 야심적으로 추진하고 있다"라고 설명하였다. 당초 9월 15일에 12월 9일 일본 사이타마현 베루나돔에서 '뮤직뱅크 글로벌 페스티벌', 12월 15일 KBS 여의도홀에서는 '2023 KBS 가요대축제'가 열릴 예정이라고 밝혔다. 또 11월에 '2023 KBS 가요대축제'가 '2023 뮤직뱅크 글로벌 페스티벌'로 타이틀이 변경되었다. PART1은 KBS 여의도홀에서 생방송하고 PART2는 일본 사이타마현 베루나 돔에서 12월 9일에 사전 녹화 후 12월 16일에 녹화 실황으로 방송한다. 방송 끝난 뒤 2024년 1월 26일부터 일본에서 아마존 프라임 비디오 VOD 콘텐츠로 독점 제공한다고 발표했다. 그러나 대한민국에서 정식으로 서비스하지 않는 프라임 비디오 때문에 KBS가 공영방송의 의무를 저버리고 보편적 시청권을 침해했다는 비난을 받았다. 이에 따라 12월 17일에 스페셜 방송 이후 18일부터 KBS 홈페이지에서 풀 버전과 스페셜 버전으로 다시보기를 제공하기로 결정하였고, 다른 방송사 역시 국내 방송사 중 뒤늦게 K-POP 글로벌 투어 프로젝트를 구상한 SBS의 경우, 'SBS 인기가요 - 라이브 인 도쿄'라는 타이틀로 10월 3일부터 4일까지 일본 아리아케 아레나 홀에서 이미 약 이틀간 개최한 바 있다.
- 2024년 : 5월 21일에 스포츠조선에서 올해도 한국과 일본에서 개최되며 12월 14일 ~ 15일은 일본 후쿠오카, 12월 20일 서울 구로 고척 스카이돔 등 두 양국간의 개최 여부에 대해서 관심이 쏠렸지만,[3] KBS 예능본부 측에선 일본 개최에 관해 "아직 최종적으로 확정된 바 없다"라고 밝혔다.[4] 9월 4일, '2024 MUSIC BANK GLOBAL FESTIVAL in JAPAN' 공식 계정에는 일별 아티스트 라인업이 정식 게재됐다.[5]

## 방송 채널
| 개최년도        | 방송 채널 |
| --------------- | --------- |
| 1965년 ~ 1980년 | TBC TV    |
| 1981년 ~ 1993년 | KBS 1TV   |
| 1994년 ~ 현재   | KBS 2TV   |

## 경쟁 프로그램
- MBC 가요대제전 (MBC TV)
- SBS 가요대전 (SBS TV)

## 참조
1. ↑  KBS 1TV의 채널에서 광고방송(상업광고방송)이 폐지가 된 후 가요대축제를 KBS 1TV에서 KBS 2TV로 옮겨 방송을 하게 되었다.
2. ↑  배국남 (2007년 12월 4일). “왜 방송3사 가요대상 폐지 박수칠까?”. 마이데일리.
3. ↑  정빛 (2024년 5월 21일). “[단독]KBS '가요대축제', 올해도 일본서 개최…글로벌 K팝의 연말 잔치”. 스포츠조선. 2024년 5월 21일에 확인함.
4. ↑  장다희 (2024년 5월 21일). “KBS 측 "'가요대축제' 일본 개최? NO…아직 정해진 게 없다"[공식입장]”. iMBC 연예. 2024년 5월 21일에 확인함.
5. ↑  이수현 (2024년 9월 5일). “뉴진스→르세라핌…일본서 열리는 '2024 뮤직뱅크 글로벌 페스티벌', 라인업 보니”. 톱스타뉴스. 2024년 9월 5일에 확인함.